# Jefferson County (Washington)
Jefferson County je okres ve státě Washington ve Spojených státech amerických. K roku 2010 zde žilo 29 872 obyvatel. Správním městem okresu je Port Townsend. Celková rozloha okresu činí 5 657 km².